# Teklînivka, Lîpoveț
Teklînivka (în ucraineană Теклинівка) este un sat în comuna Skîtka din raionul Lîpoveț, regiunea Vinnița, Ucraina.

## Demografie
Componența lingvistică a localității Teklînivka
     Ucraineană (97,24%)
     Rusă (2,76%)
Conform recensământului din 2001, majoritatea populației localității Teklînivka era vorbitoare de ucraineană (97,24%), existând în minoritate și vorbitori de rusă (2,76%).